# NGC 7148
NGC 7148 est une paire d'étoiles située dans la constellation de Pégase,. L'astronome prussien Heinrich Louis d'Arrest a enregistré la position de celle-ci le 15 septembre 1866.
Les bases de données HyperLeda et Simbad indentifient NGC 7148 à IC 1407,, mais cette galaxie ne correspond pas du tout à la description faite par d'Arrest de son observation. Cette erreur vient de la publication notoirement inexacte du Revised New General Catalogue.

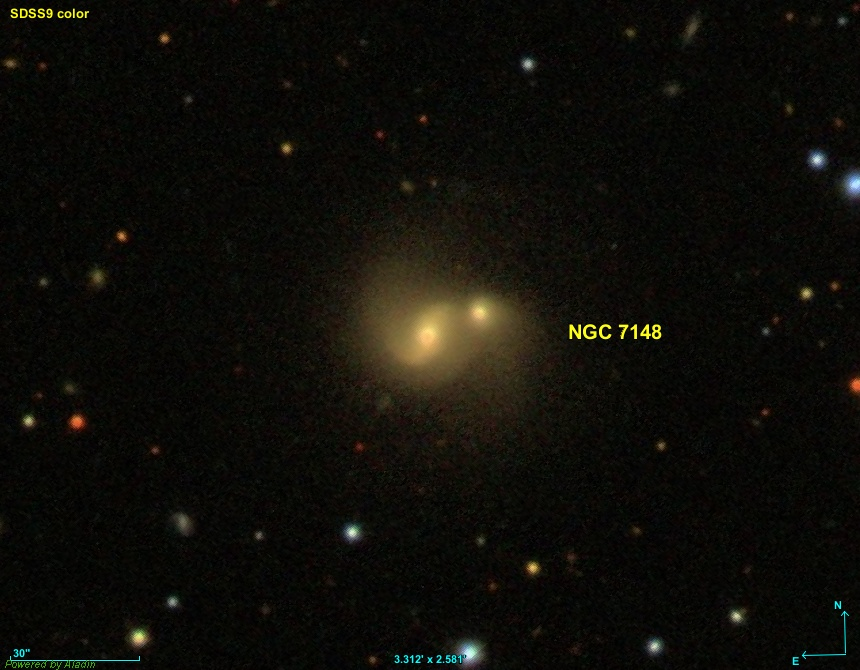
NGC 7148, selon Simbad et HyperLeda. Mais il s'agit d'IC 1407 et non de NGC 7148.